# Luisa di Danimarca
Luisa di Danimarca (Copenaghen, 19 ottobre 1726 – Hildburghausen, 8 agosto 1756) è stata una principessa danese e duchessa di Sassonia-Hildburghausen.

## Biografia
Era figlia di Cristiano VI di Danimarca, re di Danimarca e Norvegia, e di Sofia Maddalena di Brandeburgo-Kulmbach.
Suo padre era intenzionato di far diventare la sua unica figlia regina di Svezia. Pensò quindi inizialmente di darla in sposa al neoeletto re Adolfo Federico di Svezia. Il matrimonio poteva servire anche per attenuare le tensioni tra Svezia e Danimarca.
Nel 1749 però Luisa diede alla luce un figlio naturale avuto da un paggio, che venne in seguito condannato e imprigionato nella fortezza di Munkholm.
Più tardi, venne data in moglie a Ernesto Federico III di Sassonia-Hildburghausen: il matrimonio venne celebrato il 1º ottobre 1749 a Copenaghen nel palazzo di Hirschholm. Per rendere più "appetibile" sua figlia, che aveva dato adito a scandali, Cristiano le procurò una ricca dote.
Dal matrimonio nacque un'unica figlia che morì infante:
- Federica Sofia Giuliana Carolina (Hildburghausen, 5 dicembre 1755-Hildburghausen, 10 gennaio 1756).

## Ascendenza
|                                          |                                         |                                         | Genitori                                   |  |  | Nonni |  |  | Bisnonni                 |  |  | Trisnonni                 |  |
|                                          |                                         |                                         |                                            |  |  |       |  |  | Cristiano V di Danimarca |  |  | Federico III di Danimarca |  |
|                                          |                                         |                                         |                                            |  |  |       |  |  | Cristiano V di Danimarca |  |  | Federico III di Danimarca |  |
|                                          |                                         | Sofia Amalia di Brunswick-Lüneburg      |                                            |  |  |       |  |  | Cristiano V di Danimarca |  |  |                           |  |
| Federico IV di Danimarca                 |                                         |                                         |                                            |  |  |       |  |  | Cristiano V di Danimarca |  |  |                           |  |
|                                          |                                         | Carlotta Amalia d'Assia-Kassel          | Guglielmo VI d'Assia-Kassel                |  |  |       |  |  |                          |  |  |                           |  |
|                                          |                                         | Carlotta Amalia d'Assia-Kassel          | Guglielmo VI d'Assia-Kassel                |  |  |       |  |  |                          |  |  |                           |  |
|                                          |                                         | Carlotta Amalia d'Assia-Kassel          | Edvige Sofia di Brandeburgo                |  |  |       |  |  |                          |  |  |                           |  |
| Cristiano VI di Danimarca                |                                         | Carlotta Amalia d'Assia-Kassel          |                                            |  |  |       |  |  |                          |  |  |                           |  |
|                                          |                                         | Gustavo Adolfo di Meclemburgo-Güstrow   | Giovanni Alberto II di Meclemburgo-Güstrow |  |  |       |  |  |                          |  |  |                           |  |
|                                          |                                         | Gustavo Adolfo di Meclemburgo-Güstrow   | Giovanni Alberto II di Meclemburgo-Güstrow |  |  |       |  |  |                          |  |  |                           |  |
|                                          |                                         | Gustavo Adolfo di Meclemburgo-Güstrow   | Eleonora Maria di Anhalt-Bernburg          |  |  |       |  |  |                          |  |  |                           |  |
| Luisa di Meclemburgo-Güstrow             |                                         | Gustavo Adolfo di Meclemburgo-Güstrow   |                                            |  |  |       |  |  |                          |  |  |                           |  |
|                                          |                                         | Maddalena Sibilla di Holstein-Gottorp   | Federico III di Holstein-Gottorp           |  |  |       |  |  |                          |  |  |                           |  |
|                                          |                                         | Maddalena Sibilla di Holstein-Gottorp   | Federico III di Holstein-Gottorp           |  |  |       |  |  |                          |  |  |                           |  |
|                                          |                                         | Maddalena Sibilla di Holstein-Gottorp   | Maria Elisabetta di Sassonia               |  |  |       |  |  |                          |  |  |                           |  |
| Luisa di Danimarca                       |                                         | Maddalena Sibilla di Holstein-Gottorp   |                                            |  |  |       |  |  |                          |  |  |                           |  |
|                                          | Giorgio Alberto di Brandeburgo-Kulmbach | Cristiano di Brandeburgo-Bayreuth       |                                            |  |  |       |  |  |                          |  |  |                           |  |
|                                          | Giorgio Alberto di Brandeburgo-Kulmbach | Cristiano di Brandeburgo-Bayreuth       |                                            |  |  |       |  |  |                          |  |  |                           |  |
|                                          | Giorgio Alberto di Brandeburgo-Kulmbach | Maria di Hohenzollern                   |                                            |  |  |       |  |  |                          |  |  |                           |  |
| Cristiano Enrico di Brandeburgo-Kulmbach | Giorgio Alberto di Brandeburgo-Kulmbach |                                         |                                            |  |  |       |  |  |                          |  |  |                           |  |
|                                          |                                         | Maria Elisabetta di Holstein-Glücksburg | …                                          |  |  |       |  |  |                          |  |  |                           |  |
|                                          |                                         | Maria Elisabetta di Holstein-Glücksburg | …                                          |  |  |       |  |  |                          |  |  |                           |  |
|                                          |                                         | Maria Elisabetta di Holstein-Glücksburg | …                                          |  |  |       |  |  |                          |  |  |                           |  |
| Sofia Maddalena di Brandeburgo-Kulmbach  |                                         | Maria Elisabetta di Holstein-Glücksburg |                                            |  |  |       |  |  |                          |  |  |                           |  |
|                                          |                                         | Alberto Federico di Wolfstein           | …                                          |  |  |       |  |  |                          |  |  |                           |  |
|                                          |                                         | Alberto Federico di Wolfstein           | …                                          |  |  |       |  |  |                          |  |  |                           |  |
|                                          |                                         | Alberto Federico di Wolfstein           | …                                          |  |  |       |  |  |                          |  |  |                           |  |
| Sofia Cristiana di Wolfstein             |                                         | Alberto Federico di Wolfstein           |                                            |  |  |       |  |  |                          |  |  |                           |  |
|                                          |                                         | Luisa di Castell-Remlingen              | Wolfgango Giorgio di Castell-Remlingen     |  |  |       |  |  |                          |  |  |                           |  |
|                                          |                                         | Luisa di Castell-Remlingen              | Wolfgango Giorgio di Castell-Remlingen     |  |  |       |  |  |                          |  |  |                           |  |
|                                          |                                         | Luisa di Castell-Remlingen              | …                                          |  |  |       |  |  |                          |  |  |                           |  |
|                                          |                                         | Luisa di Castell-Remlingen              |                                            |  |  |       |  |  |                          |  |  |                           |  |